# Dilshodbek Baratov
Dilshodbek Baratov (geboren am 14. Juni 1997) ist ein usbekischer Judoka. 2023 wurde er Weltmeisterschaftszweiter im Superleichtgewicht.

## Sportliche Karriere
Baratov war 2018 bei einem Grand-Slam-Turnier im Achtelfinale ausgeschieden. Danach war er erst 2021 wieder bei internationalen Turnieren dabei. Im Oktober 2021 gewann er bei den Militärweltmeisterschaften. Bei den Weltmeisterschaften 2022 in Taschkent unterlag er im Halbfinale dem Mongolen Enchtaiwany Ariunbold. Im Kampf um eine Bronzemedaille verlor er gegen den Kasachen Jeldos Smetow. Sechs Monate später bezwang Baratov bei den Weltmeisterschaften 2023 in Doha sowohl Enchtaiwany als auch Smetow in der Vorrunde. Mit einem Viertelfinalsieg über den Marokkaner Younes Saddiki und einem Halbfinalerfolg gegen den Belgier Jorre Verstraeten erreichte Baratov den Endkampf. Im Finale unterlag er dem Spanier Francisco Garrigós.